# 渋御殿湯温泉
渋御殿湯温泉（しぶごでんゆおんせん）は、長野県茅野市北山にある温泉。奥蓼科温泉郷の最奥部で湧出する秘湯。

## 概要
一帯は「奥蓼科温泉郷」に含まれている。「メルヘン街道」沿いに位置する蓼科中央高原や横谷温泉より奥に入った、八ヶ岳登山口付近で湧出。
横谷温泉と同じく、「信玄の隠し湯」として知られており、江戸時代には諏訪藩御用達だった。八ヶ岳連峰への登山の拠点として使用されている。
天狗岳の登山口、標高1880メートルの高所に一軒宿の「渋御殿湯温泉」が存在する。日帰り入浴は一部の浴槽のみで可能。

### 浴場
露天風呂はなく、内風呂のみである。
- 東の湯　- 本館にある宿泊者専用の男女別の内湯。「上がり湯」「渋長寿湯」、「渋御殿湯」の３つの浴槽を備えている。

- 西の湯　- 新館にある男女別の内湯。日帰り入浴可能。これといった特徴はない。

## 歴史
開湯は、延暦2年（783年）頃と伝わる。戦国時代には武田信玄の隠し湯としてすでに知られていた。

## 泉質
- 単純酸性硫黄泉
  - 泉温　26℃

## 交通アクセス
- 中央本線茅野駅よりアルピコ交通バスで60分。終点「渋の湯」下車。

- 中央自動車道諏訪ICより車で40分。